# Amy Fisher Caught on Tape
Amy Fisher Caught on Tape (etwa Amy Fisher auf Video eingefangen) ist ein privater Sexfilm mit Amy Fisher, der im Jahr 2007 von Red Light District Video veröffentlicht wurde.

## Handlung
Der Film gibt circa eine Stunde lang einen Einblick in das private Sexleben von Amy Fisher mit ihrem Ehemann Louis Bellera. Unter anderem ist Fisher in der Dusche zu beobachten, und daneben gibt es auch Masturbationsszenen, Fellatio und Geschlechtsverkehr sowie leichter Fetishsex zu sehen.

## Hintergrund
Nach Amy Fishers Angaben hat ihr damaliger Ehemann das für den Privatgebrauch aufgenommene Sextape während einer Trennungsphase 2007 ohne ihre Einwilligung an Red Light District verkauft, um sich an ihr zu rächen. Red Light District wurde durch die Veröffentlichung von 1 Night in Paris bekannt, das private Sextape von Paris Hilton. Zu ihrem Portfolio gehören auch weitere private Sextapes, unter anderem von Kim Kardashian, Dustin Diamond und Chyna. Die Aufnahmen erschienen 2007. Amy Fischer selbst hat nach eigenen Angaben keine Einwilligung gegeben und verklagte daraufhin die Produktionsfirma. Das Verfahren wurde gegen die Zahlung einer sechsstelligen Summe an Fisher außergerichtlich beigelegt. Bellera bestritt Fischers Version und behauptete, das Sextape sei ihre Idee gewesen und mit ihrem Agenten abgesprochen. Tatsächlich begann Amy Fisher anschließend eine kurze, etwa sechs Filme umfassende, Pornokarriere.
Der Pornofilm erschien als Doppel-DVD, wobei auf der zweiten DVD jedoch lediglich Szenen aus weiteren Pornoproduktionen zusammengefasst sind.

## Rezeption
Gram Ponante bezeichnete das Pornovideo auf Fleshbot und seinem eigenen Blog als „bestes Celebrity Sex Tape aller Zeiten“. Dem widerspricht Steven Andrew von XBIZ, sagt aber auch, dass Amy Fisher Starqualitäten besitzen würde und weiß, wie sie vor der Kamera umzugehen habe. Dagegen sei die Kameraarbeit von Bellera jedoch selbst für Heimvideos eher unterdurchschnittlich. Beide Reviewer kamen zur Überzeugung, das man deutlich erkennen könne, dass das Tape für ein breiteres Publikum gedacht war.